# ドッキリアワード
TBS系番組対抗!オールスタードッキリ祭（TBSけいにんきばんぐみたいこう!オールスタードッキリさい）は、TBS系列で不定期に放送されているバラエティ特別番組（ドッキリ系お笑い番組）。2017年までは番組対抗!ドッキリアワード（ばんぐみたいこう!ドッキリアワード）として放送されていた。

## 主な出演者

### MC
「オールスタードッキリ祭」時代
- 岡村隆史（ナインティナイン）
- サンドウィッチマン
  - 伊達みきお
  - 富澤たけし
- 田村真子（TBSテレビアナウンサー）- 進行

#### 過去
いずれも「ドッキリアワード」時代
- みのもんた（2013年7月・第1回）
- 雨上がり決死隊
  - 蛍原徹
  - 宮迫博之

### 審査委員長
- 船越英一郎（2013年7月・第1回）
- 舘ひろし（2014年1月・第2回）
- 木村文乃（2017年1月・第5回）
- 貴景勝貴信（2024年1月・「オールスタードッキリ祭」第1回）

### スペシャルゲスト
第1回
- 勝俣州和
- 鈴木福
- 芹那
- フットボールアワー（後藤輝基・岩尾望）
- 平成ノブシコブシ（吉村崇・徳井健太）
- 北斗晶
- 南沢奈央
- 柳原可奈子
- 矢作兼（おぎやはぎ）

第2回
- あき竹城
- 石原さとみ
- 今井華
- 榊原郁恵
- 志田未来
- 陣内智則
- 鈴木福
- 芹那
- ビビる大木
- 平成ノブシコブシ（吉村崇・徳井健太）
- 福田彩乃
- 渡辺直美

第3回
- あき竹城
- いとうあさこ
- 春日俊彰（オードリー）
- 斉藤慎二（ジャングルポケット）
- 榊原郁恵
- シソンヌ（長谷川忍・じろう）
- 平愛梨
- DJ KOO
- 博多華丸（博多華丸・大吉)
- 橋本環奈
- ヒロミ
- ピース（綾部祐二・又吉直樹）
- 向井理
- 森泉
- 渡辺直美

第4回
- 朝比奈彩
- あばれる君
- 綾部祐二（ピース）
- 春日俊彰（オードリー）
- コロコロチキチキペッパーズ（ナダル・西野創人）
- 榊原郁恵
- 篠原信一
- 陣内智則
- 橋本環奈
- ヒロミ
- 藤本敏史（FUJIWARA）
- 本田望結
- 山田章仁
- ラブリ

第5回
- あき竹城
- 大石絵理
- 岡田結実
- 春日俊彰（オードリー）
- 勝俣州和
- 斉藤慎二（ジャングルポケット）
- 平愛梨
- 滑川康男
- ヒロミ
- 船越英一郎
- 本田望結
- メイプル超合金（安藤なつ・カズレーザー）
- ライス（田所仁・関町知弘）

オールスタードッキリ祭第1回
- 大栄翔勇人
- 重岡大毅（WEST.）
- 中条あやみ
- 朝日奈央
- アンミカ
- 井森美幸
- 長田庄平（チョコレートプラネット）
- 栗田航兵・四谷真佑（OCTPATH）
- 小峠英二（バイきんぐ）
- 後藤真希
- 澤部佑（ハライチ）

## 受賞作品

### 2013年（第1回）
| 部門賞       | 受賞番組           | 受賞者             | 受賞内容 |
| ------------ | ------------------ | ------------------ | --- |
| 最優秀作品賞 | なるようになるさ。 | 舘ひろし・浅野温子 | 撮影中に舘・浅野が大ゲンカして共演者をびっくりさせるドッキリ ターゲットの紺野はドッキリであることに安心して号泣した。 ターゲット→志田未来・紺野まひる・池田努                                           |
| 主演俳優賞   | 名もなき毒         | 小泉孝太郎         | 小泉本人が壁から飛び出す・天井から落ちてくるといったドッキリ ターゲット→国仲涼子・ムロツヨシ・室井滋 |
| 助演俳優賞   | 炎の体育会TV       | あき竹城           | みのもんたの誕生日サプライズとしてプレゼントの中から飛び出すドッキリの仕掛け人として出演 しかしそれは表向きで、本当はスタジオではなくテレビ局の外（赤坂サカス）に運び出して飛び出す様子を見る逆ドッキリ |

### 2014年（第2回）
| 部門賞       | 受賞番組       | 受賞者             | 受賞内容 |
| ------------ | -------------- | ------------------ | --- |
| 最優秀作品賞 | 王様のブランチ | 本仮屋ユイカ       | 谷原章介らブランチレギュラーが仕掛け人として谷原の氷像のお披露目会というニセ収録中を行う しかし、披露直前にアクシデントで氷像が倒壊し、それに対して谷原がスタッフに激怒するというドッキリ |
| 主演俳優賞   | 炎の体育会TV   | 森脇健児           | 毎年1月10日に行われる福男選びの予選会で富士山麓から中継 西宮神社の境内を再現したコースのゴール直前に落とし穴がありそこに森脇を落とすというドッキリ                                        |
| 助演俳優賞   | 隠蔽捜査       | 杉本哲太・古田新太 | 撮影が行われるTBS緑山スタジオのロッカーに隠れて驚かせたり、天井から落ちてきて驚かせるドッキリ ターゲット→古田新太・鈴木砂羽                                                               |

### 2015年（第3回）
| 部門賞       | 受賞番組     | 受賞者   | 受賞内容 |
| ------------ | ------------ | -------- | --- |
| 最優秀作品賞 | （番組なし） | 森脇健児 | 炎の体育会TVのニセのレース企画でアルツ磐梯スキー場より中継で出演 コースのゴール直前ある落とし穴に落とすドッキリ |
| 主演俳優賞   | まっしろ     | 堀北真希 | ドラマの撮影セット内で心霊現象が発生するドッキリ ターゲット→木村多江&菜々緒                                     |

## 主なスタッフ
オールスタードッキリ祭（2024年1月7日放送分）
- 構成：堀江利幸、大井洋一、川上潤也、大平将貴、市川拓実（川上・大平・市川→2024年）
- 企画：藤井靖大（2024年、以前は構成）
- TM：五島寛丈（2024年）
- PM：公文大輔（2024年）
- TD：佐藤光一（2024年）
- カメラ：中里子（2024年）
- 音声：清宮拓（2024年）
- VE：富田祐介（2024年）
- 照明：木戸昭彦、小野寺伸一（共に2024年、木戸→以前も担当）
- 美術プロデューサー：小栗綾介（2024年）
- 美術デザイナー：大戸三弘女（2024年）
- 美術ディレクター：羽田一成、高岸夕葵（共に2024年、羽田→以前は美術制作）
- 電飾：住義仁（2024年）
- 装置：相良比佐夫、上田怜
- アクリル装飾：青木剛
- 操作：今野貴司、新木大介（新木→2024年）
- 特殊装置：黒野堅太郎（2024年）
- 特殊効果：星野達哉、朝熊智浩（共に2024年）
- 持道具：佐藤由莉伽（2024年）
- 衣装：原口恵里（2024年）
- かつら：千葉知子（2024年）
- ヘアメイク：馬場景子（2024年）
- ロケカメラ：山脇吉記、水谷元保（共に2024年）
- ロケ音声：立元捺美、樽井幹太（共に2024年）
- 編集：筒井公太、三浦麗、鈴木透真（共に2024年）
- MA：伊藤剛、飯田太志（共に2024年）
- 音効：中村鉄太郎（2024年）
- イラスト：中村サトル、K-WORK、イラスト部、リトルベア、YELLOW（共に2024年）
- 技術協力：OMNIBUS JAPAN、スウィッシュ・ジャパン、セッターズ、東京オフラインセンター（共に2024年、スウィッシュ→以前は撮影協力►ロケ技術でSWISH JAPAN名義）
- 宣伝：メガネ中島、北海道斉藤、ビューティーイアキ、ヤング宮永（共に2024年）
- CG：榛葉大介（2024年）
- デジタル宣伝：山岡将成（2024年）
- カラオケ音源協力：DAM 第一興商（2024年）
- デスク：大澤麻子（2024年）
- TK：常藤直子（2024年）
- 制作進行：大谷真弓（2024年）
- 編成：野村和矢（2024年、以前はディレクター）
- Special Thanks：東仲恵吾、金子泰拓、中島啓介、磯山晶、法亢順、石原隆史、辻有一、松原拓也、高木大輔、犬塚靖顕、中村卓也、田中良憲（共に2024年）
- AD：大竹恵美子、宮地龍太、伏江海人、今井慎也、小林大起、高田未土来、加藤大翔、宮田茜、亀川夢乃、平野怜、犬飼涼、佐藤亮太、丸山莉世、石古緩香、岡田潤、吉住純、正藤響（共に2024年）
- AP：野瀬純也、辰馬成拓、狐崎海、高見良、木村文香、常深志乃（共に2024年）
- ディレクター：青木章浩、久野公嗣、降川浩史、津宏典、鶴巻昌宏、村松敬祐、柏田雄二、小川真人、山田恭平/柴田大輔、野田雄大、西村郁哉、山田拓実、榮森輝之、諸伏将大、牧麦（久野以外→2024年）
- 総合演出：白井秀知（2024年）
- プロデューサー：上田淳也/伊藤隆大、伊藤良美、森亜希子、飯沼美佐子、寺元由嘉、小室良太、福岡隆幸、工藤江美子、大橋豪、菊池絢子、下條有紀（共に2024年、上田→以前は企画・演出、菊池・下條→以前はAP）
- 制作協力：株式会社kimika、シオプロ、ROFL
- 製作著作：TBS

### 過去のスタッフ
- ナレーター：奥田民義、服部潤
- 構成：寺田智和、興津豪乃、竹村武司、カツオ
- TM：荒木健一、小澤義春
- TD：寺尾昭彦、依田純（依田→2014年まではカメラ）
- VE：木野内洋、菅沼智博
- カメラ：中島文章
- 音声：渡邉学、藤井勝彦
- 照明：渋谷康治
- CG：笠島久嗣（Eallin Motion Art Japan）
- 音効：佐藤卓嗣（278）
- 美術プロデューサー：山口智広、中西忠司
- 美術デザイン：太田卓志
- 美術制作：岩井愛、芳賀基広
- 電飾：斉藤貴之、山田哲平
- 装飾：深山健太郎
- 特殊装置：勝大輔
- 植木装飾：猿山利昭
- メカシステム：庄司泰広
- 持道具：寺澤麻由美、中村理子
- 小道具：田中秀和
- バルーン装飾：細田修
- 衣装：岩崎孝典
- 特殊効果：斉藤賢
- メイク：田中智子、大桶恭子
- 車両：飯島雅胤（コム）
- TK：鈴木裕恵、伊藤佳加
- 編集：高橋雄人（JUNESEP）
- MA：南由佳里、岩下順（アンサーズ）
- カメラ：石毛雄己
- 音声：目野智子
- 編成：高橋正尚
- デスク：松﨑由美
- 宣伝：眞鍋武、小林史明、小林久幸、小山陽介、田中瑞穂
- AP：橋本美和、新貝元章、古川亜希子、中野加奈子、竹井晶子、小林聡美
- AD：大谷賢一、松浦ちひろ、佐藤啓、岩本紗希、永瀬直哉、柴田大輔、佐久本貴史
- MP：稲見亜矢、西川永哲
- ディレクター：塩谷泰孝、本間和美、柳信也、浅野克己、佐々木卓也、森俊平、三枝浩史、浜田諒介、永井雄一、中村裕紀、狩野紀明（狩野・中村→以前はAD）
- 協力プロデューサー：中川通成、小林弘典（小林→以前はプロデューサー）、井上整、福田健太郎（福田→以前は編成）
- プロデューサー：木田将也、金原将公、坂本義幸
- EP：安田淳
- 制作：TBSテレビ

## 放送時間
2013年版
- 日曜19:00 - 20:54（JST）
  - 19:00の『さんまのSUPERからくりTV』と19:57の『駆け込みドクター!運命を変える健康診断』は、共に休止。

2014年版
- 木曜18:00 - 21:00（JST）
  - 『Nスタ』は17:45 - 18:00へ短縮繰り上げ、19:00の『プレバト!!』（毎日放送制作）、19:56の『ニンゲン観察バラエティ モニタリング』、20:54の『JNNフラッシュニュース』は全て休止。

2015年版
- 金曜18:00 - 21:00（JST）
  - 『Nスタ』は17:45 - 18:00へ短縮繰り上げ、19:00の『爆報! THE フライデー』、19:56の『ぴったんこカン・カン』、20:54の『JNNフラッシュニュース』は全て休止。

2016年版
- 日曜22:00 - 翌0:00（JST）
  - 22:00の『林先生が驚く初耳学!』、22:54の『未来の起源』、23:30の『旅ずきんちゃん』は全て休止、23:00の『情熱大陸』は翌0:00 - 0:30へ繰り下げ。